# Asthena corculina
Asthena corculina är en fjärilsart som beskrevs av Butler 1878. Asthena corculina ingår i släktet Asthena och familjen mätare. Inga underarter finns listade i Catalogue of Life.